# Torneo Apertura 2008 (México)
El Torneo Apertura 2008 fue la edición LXXX del campeonato de liga de la Primera División del fútbol mexicano; Se trató del 25º torneo corto, luego del cambio en el formato de competencia, con el que se abrió la temporada 2008-09.
Para este torneo el lugar dejado por los Tiburones Rojos de Veracruz al descender a Primera División "A", fue ocupado por los Indios de Ciudad Juárez, que asciende para dejar atrás dieciséis años de ausencia en el primer circuito del fútbol profesional de México para Ciudad Juárez, vacío que dejó el Club de Fútbol Cobras.

## Mecánica del torneo
El torneo de apertura abre la temporada 2008-2009 del fútbol profesional en México. La liga de Primera División está conformada por dieciocho equipos que se organizan en tres grupos de acuerdo con las posiciones en la tabla de la temporada anterior, que comprende el Torneo de Apertura 2007 y el Torneo de Clausura 2008. La primera fase del torneo enfrenta entre sí a todos los equipos participantes, y avanzan a la liguilla (torneo final de eliminación directa) los dos mejores equipos de cada grupo más los dos mejores terceros lugares. A partir de este torneo desaparece el repechaje.

## Ascenso y descenso
| Pos | Descendido de Primera División 2007-08 |
| --- | -------------------------------------- |
| 16º | Veracruz                               |

| Pos | Ascendido de la Primera División 'A' 2007-08 |
| --- | -------------------------------------------- |
| 9º  | Indios de Ciudad Juárez                      |

## Equipos por Entidad Federativa
En el ciclo futbolístico 2008-2009, la entidad federativa de la República Mexicana con más equipos profesionales en la Primera División fue la Ciudad de México y Jalisco con 3, seguidos de Nuevo León con 2. Chihuahua regreso a la liga tras una larga espera desde 1992.
| Santos Laguna Monterrey Tigres Morelia Atlas Guadalajara U.A.G San Luis Necaxa Puebla Toluca América Cruz Azul UNAM Pachuca Indios de Ciudad Juárez Atlante Chiapas | \| Entidad Federativa \| N.º \| Equipos \| \| ------------------ \| --- \| -------------------------- \| \| Distrito Federal \| 3 \| América, Cruz Azul, UNAM \| \| Jalisco \| 3 \| Atlas, Tecos y Guadalajara \| \| Nuevo León \| 2 \| Monterrey y Tigres \| \| Michoacán \| 1 \| Morelia \| \| Estado de México \| 1 \| Toluca \| \| Coahuila \| 1 \| Santos Laguna \| \| San Luis Potosí \| 1 \| San Luis \| \| Aguascalientes \| 1 \| Necaxa \| \| Puebla \| 1 \| Puebla \| \| Hidalgo \| 1 \| Pachuca \| \| Chihuahua \| 1 \| Indios de Ciudad Juárez \| \| Quintana Roo \| 1 \| Atlante \| \| Chiapas \| 1 \| Chiapas \| |                            |
| Entidad Federativa | N.º | Equipos                    |
| Distrito Federal | 3 | América, Cruz Azul, UNAM   |
| Jalisco | 3 | Atlas, Tecos y Guadalajara |
| Nuevo León | 2 | Monterrey y Tigres         |
| Michoacán | 1 | Morelia                    |
| Estado de México | 1 | Toluca                     |
| Coahuila | 1 | Santos Laguna              |
| San Luis Potosí | 1 | San Luis                   |
| Aguascalientes | 1 | Necaxa                     |
| Puebla | 1 | Puebla                     |
| Hidalgo | 1 | Pachuca                    |
| Chihuahua | 1 | Indios de Ciudad Juárez    |
| Quintana Roo | 1 | Atlante                    |
| Chiapas | 1 | Chiapas                    |

## Equipos participantes
| Equipo                  | Ciudad                           | Estadio                        | Capacidad | Entrenador              |
| ----------------------- | -------------------------------- | ------------------------------ | --------- | ----------------------- |
| América                 | México, D. F.                    | Azteca                         | 105,064   | Ramón Ángel Díaz        |
| Atlante                 | Cancún, Quintana Roo             | Olímpico Andrés Quintana Roo   | 19,000    | José Guadalupe Cruz     |
| Atlas                   | Guadalajara, Jalisco             | Jalisco                        | 60,000    | Miguel Ángel Brindisi   |
| Cruz Azul               | México, D. F.                    | Azul                           | 39,000    | Benjamín Galindo        |
| Jaguares                | Tuxtla Gutiérrez, Chiapas        | Víctor Manuel Reyna            | 25,000    | Sergio Almaguer         |
| Guadalajara             | Guadalajara, Jalisco             | Jalisco                        | 60,000    | Efraín Flores           |
| Indios de Ciudad Juárez | Chihuahua, Ciudad Juárez         | Estadio Olímpico Benito Juárez | 22,000    | Sergio Orduña           |
| Monterrey               | Monterrey, Nuevo León            | Tecnológico                    | 38,000    | Ricardo La Volpe        |
| Morelia                 | Morelia, Michoacán               | Morelos                        | 41,056    | Luis Fernando Tena      |
| Necaxa                  | Aguascalientes                   | Estadio Victoria               | 25,500    | Salvador Reyes          |
| Pachuca                 | Pachuca, Hidalgo                 | Hidalgo                        | 30,000    | Enrique Meza            |
| Puebla                  | Puebla, Puebla                   | Cuauhtémoc                     | 41,638    | José Luis Sánchez Solá  |
| San Luis                | San Luis Potosí, San Luis Potosí | Alfonso Lastras Ramírez        | 30,000    | Raúl Arias              |
| Santos                  | Torreón, Coahuila                | Corona                         | 18,500    | Daniel Guzmán           |
| Tecos UAG               | Zapopan, Jalisco                 | Tres de Marzo                  | 25,015    | José Luis Trejo         |
| Tigres UANL             | Monterrey, Nuevo León            | Universitario                  | 43,600    | Manuel Lapuente         |
| Toluca                  | Toluca, Estado de México         | Nemesio Díez                   | 30,000    | José Manuel de la Torre |
| Pumas UNAM              | México, D. F.                    | Olímpico Universitario         | 66,000    | Ricardo Ferretti        |

### Cambios de entrenadores
| Equipo                  | Entrenador (jornadas)                                  |
| ----------------------- | ------------------------------------------------------ |
| Indios de Ciudad Juárez | Sergio Orduña (1 - 4) Héctor Hugo Eugui (5 - 17)       |
| Atlas                   | Miguel Ángel Bríndisi (1 - 6) Darío Franco (7 - 17)    |
| Tecos                   | José Luis Trejo (1 - 7) Miguel Herrera (8 - Liguilla)  |
| Puebla                  | José Luis Sánchez Solá (1 - 8) Mario Carrillo (9 - 17) |
| Jaguares de Chiapas     | Sergio Almaguer (1 - 10) Francisco Avilán (11 - 17)    |
| Necaxa                  | Salvador Reyes (1 - 12) Octavio Becerril (13 - 17)     |

## Tabla (Grupos)

### Grupo 1
| Pos. | Equipo    | Pts. | PJ | G | E | P | GF | GC | Dif. | Clasificación                   |
| ---- | --------- | ---- | -- | - | - | - | -- | -- | ---- | ------------------------------- |
| 1    | Atlante   | 27   | 17 | 7 | 6 | 4 | 22 | 16 | +6   | Cuartos de final de la liguilla |
| 2    | Santos    | 22   | 17 | 5 | 7 | 5 | 22 | 20 | +2   | Cuartos de final de la liguilla |
| 3    | Pachuca   | 21   | 17 | 5 | 6 | 6 | 25 | 25 | 0    |                                 |
| 4    | Monterrey | 19   | 17 | 5 | 4 | 8 | 18 | 26 | −8   |                                 |
| 5    | Indios    | 19   | 17 | 5 | 4 | 8 | 18 | 26 | −8   |                                 |
| 6    | Puebla    | 15   | 17 | 2 | 9 | 6 | 12 | 21 | −9   |                                 |

 Fuente: [cita requerida]

### Grupo 2
| Pos. | Equipo      | Pts. | PJ | G | E | P | GF | GC | Dif. | Clasificación                   |
| ---- | ----------- | ---- | -- | - | - | - | -- | -- | ---- | ------------------------------- |
| 1    | UNAM        | 26   | 17 | 7 | 5 | 5 | 22 | 13 | +9   | Cuartos de final de la liguilla |
| 2    | Cruz Azul   | 26   | 17 | 7 | 5 | 5 | 29 | 23 | +6   | Cuartos de final de la liguilla |
| 3    | Tecos UAG   | 25   | 17 | 7 | 4 | 6 | 30 | 28 | +2   | Cuartos de final de la liguilla |
| 4    | Guadalajara | 25   | 17 | 6 | 7 | 4 | 23 | 23 | 0    |                                 |
| 5    | Morelia     | 24   | 17 | 6 | 6 | 5 | 27 | 20 | +7   |                                 |
| 6    | América     | 21   | 17 | 5 | 6 | 6 | 22 | 23 | −1   |                                 |

 Fuente: [cita requerida]

### Grupo 3
| Pos. | Equipo     | Pts. | PJ | G | E | P | GF | GC | Dif. | Clasificación                   |
| ---- | ---------- | ---- | -- | - | - | - | -- | -- | ---- | ------------------------------- |
| 1    | San Luis   | 29   | 17 | 8 | 5 | 4 | 24 | 20 | +4   | Cuartos de final de la liguilla |
| 2    | Toluca (C) | 27   | 17 | 7 | 6 | 4 | 25 | 16 | +9   | Cuartos de final de la liguilla |
| 3    | Tigres     | 26   | 17 | 7 | 5 | 5 | 22 | 16 | +6   | Cuartos de final de la liguilla |
| 4    | Atlas      | 22   | 17 | 6 | 4 | 7 | 23 | 27 | −4   |                                 |
| 5    | Chiapas    | 18   | 17 | 5 | 3 | 9 | 20 | 34 | −14  |                                 |
| 6    | Necaxa     | 17   | 17 | 3 | 8 | 6 | 17 | 24 | −7   |                                 |

 Fuente: [cita requerida]

## Tabla (General)
| Pos. | Equipo      | Pts. | PJ | G | E | P | GF | GC | Dif. | Clasificación                   |
| ---- | ----------- | ---- | -- | - | - | - | -- | -- | ---- | ------------------------------- |
| 1    | San Luis    | 29   | 17 | 8 | 5 | 4 | 24 | 20 | +4   | Cuartos de final de la liguilla |
| 2    | Toluca (C)  | 27   | 17 | 7 | 6 | 4 | 25 | 16 | +9   | Cuartos de final de la liguilla |
| 3    | Atlante     | 27   | 17 | 7 | 6 | 4 | 22 | 16 | +6   | Cuartos de final de la liguilla |
| 4    | UNAM        | 26   | 17 | 7 | 5 | 5 | 22 | 13 | +9   | Cuartos de final de la liguilla |
| 5    | Cruz Azul   | 26   | 17 | 7 | 5 | 5 | 29 | 23 | +6   | Cuartos de final de la liguilla |
| 6    | Tigres      | 26   | 17 | 7 | 5 | 5 | 22 | 16 | +6   | Cuartos de final de la liguilla |
| 7    | Tecos UAG   | 25   | 17 | 7 | 4 | 6 | 30 | 28 | +2   | Cuartos de final de la liguilla |
| 8    | Guadalajara | 25   | 17 | 6 | 7 | 4 | 23 | 23 | 0    |                                 |
| 9    | Morelia     | 24   | 17 | 6 | 6 | 5 | 27 | 20 | +7   |                                 |
| 10   | Santos      | 22   | 17 | 5 | 7 | 5 | 22 | 20 | +2   | Cuartos de final de la liguilla |
| 11   | Atlas       | 22   | 17 | 6 | 4 | 7 | 23 | 27 | −4   |                                 |
| 12   | Pachuca     | 21   | 17 | 5 | 6 | 6 | 25 | 25 | 0    |                                 |
| 13   | América     | 21   | 17 | 5 | 6 | 6 | 22 | 23 | −1   |                                 |
| 14   | Monterrey   | 19   | 17 | 5 | 4 | 8 | 18 | 26 | −8   |                                 |
| 15   | Indios      | 19   | 17 | 5 | 4 | 8 | 18 | 26 | −8   |                                 |
| 16   | Chiapas     | 18   | 17 | 5 | 3 | 9 | 20 | 34 | −14  |                                 |
| 17   | Necaxa      | 17   | 17 | 3 | 8 | 6 | 17 | 24 | −7   |                                 |
| 18   | Puebla      | 15   | 17 | 2 | 9 | 6 | 12 | 21 | −9   |                                 |

 Fuente: [cita requerida]

## Resultados
| San Luis  | 2 - 2 | Monarcas    | Alfonso Lastras Ramírez | 26 de julio | 17:00                 |
| Cruz Azul | 2 - 2 | Guadalajara | Azul                    | 26 de julio | 17:00                 |
| Indios    | 0 - 1 | Tecos       | Olímpico Benito Juárez  | 26 de julio | 18:00 (HL) 19:00 (HC) |
| Tigres    | 0 - 0 | Pachuca     | Universitario           | 26 de julio | 19:00                 |
| Atlas     | 5 - 0 | Jaguares    | Jalisco                 | 26 de julio | 20:45                 |
| Atlante   | 2 - 1 | Toluca      | Andrés Quintana Roo     | 26 de julio | 21:00                 |
| UNAM      | 2 - 0 | Necaxa      | Olímpico Universitario  | 27 de julio | 12:00                 |
| Puebla    | 2 - 2 | Monterrey   | Cuauhtémoc              | 27 de julio | 12:00                 |
| América   | 3 - 2 | Santos      | Azteca                  | 27 de julio | 16:00                 |

| Estudiantes | 1 - 0 | Guadalajara | 3 de Marzo          | 1 de agosto | 20:00 |
| Monterrey   | 2 - 0 | Indios      | Tecnológico         | 2 de agosto | 17:00 |
| Jaguares    | 1 - 3 | Tigres      | Víctor Manuel Reyna | 2 de agosto | 17:00 |
| Pachuca     | 2 - 3 | San Luis    | Hidalgo             | 2 de agosto | 19:00 |
| Atlas       | 2 - 4 | Cruz Azul   | Jalisco             | 2 de agosto | 20:45 |
| Necaxa      | 0 - 0 | Puebla      | Victoria            | 2 de agosto | 21:00 |
| Toluca      | 2 - 1 | América     | Nemesio Diez        | 3 de agosto | 12:00 |
| Monarcas    | 0 - 0 | Atlante     | Morelos             | 3 de agosto | 12:00 |
| Santos      | 1 - 1 | UNAM        | Corona              | 3 de agosto | 16:00 |

| Cruz Azul   | 2 - 0 | Estudiantes | Azul                    | 9 de agosto  | 17:00                 |
| San Luis    | 2 - 0 | Jaguares    | Alfonso Lastras Ramírez | 9 de agosto  | 17:00                 |
| Indios      | 2 - 3 | Necaxa      | Olímpico Benito Juárez  | 9 de agosto  | 18:00 (HL) 19:00 (HC) |
| Guadalajara | 1 - 1 | Monterrey   | Jalisco                 | 9 de agosto  | 19:00                 |
| Tigres      | 3 - 0 | Atlas       | Universitario           | 9 de agosto  | 19:00                 |
| Atlante     | 2 - 1 | Pachuca     | Andrés Quintana Roo     | 9 de agosto  | 21:00                 |
| UNAM        | 2 - 1 | Toluca      | Jalisco                 | 10 de agosto | 12:00                 |
| Puebla      | 0 - 0 | Santos      | Cuauhtémoc              | 10 de agosto | 14:00                 |
| América     | 1 - 1 | Monarcas    | Azteca                  | 10 de agosto | 16:00                 |

| Pachuca   | 1 - 1 | América     | Hidalgo             | 16 de agosto   | 17:00 |
| Jaguares  | 1 - 1 | Atlante     | Víctor Manuel Reyna | 16 de agosto   | 17:00 |
| Monterrey | 2 - 4 | Estudiantes | Tecnológico         | 16 de agosto   | 19:00 |
| Atlas     | 0 - 1 | San Luis    | Jalisco             | 16 de agosto   | 20:45 |
| Toluca    | 3 - 1 | Puebla      | Nemesio Diez        | 17 de agosto   | 12:00 |
| Necaxa    | 2 - 2 | Guadalajara | Victoria            | 17 de agosto   | 16:00 |
| Santos    | 3 - 0 | Indios      | Corona              | 17 de agosto   | 18:00 |
| Monarcas  | 1 - 0 | UNAM        | Morelos             | 17 de agosto   | 20:00 |
| Tigres    | 1 - 3 | Cruz Azul   | Universitario       | 5 de noviembre | 20:30 |

| Estudiantes | 2 - 2 | Necaxa    | 3 de Marzo              | 22 de agosto | 20:00                 |
| Cruz Azul   | 3 - 2 | Monterrey | Azul                    | 23 de agosto | 17:00                 |
| San Luis    | 1 - 0 | Tigres    | Alfonso Lastras Ramírez | 23 de agosto | 17:00                 |
| Indios      | 1 - 1 | Toluca    | Olímpico Benito Juárez  | 23 de agosto | 18:00 (HC) 19:00 (HC) |
| Guadalajara | 3 - 5 | Santos    | Jalisco                 | 23 de agosto | 19:00                 |
| Atlante     | 2 - 2 | Atlas     | Andrés Quintana Roo     | 23 de agosto | 21:00                 |
| UNAM        | 3 - 1 | Pachuca   | Olímpico Universitario  | 24 de agosto | 12:00                 |
| Puebla      | 2 - 0 | Monarcas  | Cuauhtémoc              | 24 de agosto | 12:00                 |
| América     | 2 - 3 | Jaguares  | Azteca                  | 24 de agosto | 16:00                 |

| San Luis | 2 - 1 | Cruz Azul   | Alfonso Lastras Ramírez | 6 de agosto    | 20:30 |
| Toluca   | 0 - 1 | Guadalajara | Nemesio Diez            | 13 de agosto   | 20:00 |
| Santos   | 2 - 0 | Estudiantes | Corona                  | 27 de agosto   | 18:00 |
| Pachuca  | 2 - 0 | Puebla      | Hidalgo                 | 27 de agosto   | 20:00 |
| Tigres   | 1 - 0 | Atlante     | Universitario           | 27 de agosto   | 20:30 |
| Monarcas | 0 - 1 | Indios      | Morelos                 | 27 de agosto   | 20:30 |
| Atlas    | 1 - 1 | América     | Jalisco                 | 27 de agosto   | 20:45 |
| Necaxa   | 0 - 1 | Monterrey   | Victoria                | 27 de agosto   | 21:00 |
| Jaguares | 0 - 3 | UNAM        | Víctor Manuel Reyna     | 5 de noviembre | 19:00 |

| Estudiantes | 2 - 2 | Toluca   | 3 de marzo             | 30 de agosto | 17:00                   |
| Monterrey   | 2 - 0 | Santos   | Tecnológico            | 30 de agosto | 17:00                   |
| Cruz Azul   | 2 - 1 | Necaxa   | Azul                   | 30 de agosto | 17:00                   |
| Indios      | 2 - 1 | Pachuca  | Olímpico Benito Juárez | 30 de agosto | 18:00 (HL) / 19:00 (HC) |
| Guadalajara | 1 - 1 | Monarcas | Jalisco                | 30 de agosto | 19:00                   |
| Atlante     | 1 - 0 | San Luis | Andrés Quintana Roo    | 30 de agosto | 21:00                   |
| UNAM        | 3 - 0 | Atlas    | Olímpico Universitario | 31 de agosto | 12:00                   |
| Puebla      | 1 - 1 | Jaguares | Cuauhtémoc             | 31 de agosto | 12:00                   |
| América     | 1 - 3 | Tigres   | Azteca                 | 31 de agosto | 16:00                   |

| San Luis | 1 - 2 | América     | Alfonso Lastras Ramírez | 13 de septiembre | 17:00 |
| Jaguares | 2 - 1 | Indios      | Víctor Manuel Reyna     | 13 de septiembre | 17:00 |
| Tigres   | 0 - 2 | UNAM        | Universitario           | 13 de septiembre | 19:00 |
| Pachuca  | 5 - 2 | Guadalajara | Hidalgo                 | 13 de septiembre | 19:00 |
| Atlas    | 2 - 0 | Puebla      | Jalisco                 | 13 de septiembre | 20:45 |
| Atlante  | 1 - 1 | Cruz Azul   | Andrés Quintana Roo     | 13 de septiembre | 21:00 |
| Monarcas | 2 - 2 | Estudiantes | Morelos                 | 14 de septiembre | 12:00 |
| Toluca   | 0 - 0 | Monterrey   | Nemesio Diez            | 14 de septiembre | 12:00 |
| Santos   | 1 - 1 | Necaxa      | Corona                  | 14 de septiembre | 16:00 |

| Monterrey   | 0 - 4 | Monarcas | Tecnológico            | 20 de septiembre | 17:00                   |
| Cruz Azul   | 1 - 1 | Santos   | Azul                   | 20 de septiembre | 17:00                   |
| Indios      | 2 - 4 | Atlas    | Olímpico Benito Juárez | 20 de septiembre | 18:00 (HL) / 19:00 (HC) |
| Guadalajara | 1 - 0 | Jaguares | Jalisco                | 20 de septiembre | 19:00                   |
| Necaxa      | 1 - 1 | Toluca   | Victoria               | 20 de septiembre | 21:00                   |
| UNAM        | 0 - 1 | San Luis | Olímpico Universitario | 21 de septiembre | 12:00                   |
| Puebla      | 0 - 0 | Tigres   | Cuauhtémoc             | 21 de septiembre | 12:00                   |
| América     | 1 - 2 | Atlante  | Azteca                 | 21 de septiembre | 16:00                   |
| Estudiantes | 2 - 2 | Pachuca  | 3 de Marzo             | 5 de noviembre   | 20:00                   |

| Jaguares | 1 - 3 | Estudiantes | Víctor Manuel Reyna     | 27 de septiembre | 17:00 |
| San Luis | 1 - 1 | Puebla      | Alfonso Lastras Ramírez | 27 de septiembre | 17:00 |
| Tigres   | 0 - 1 | Indios      | Universitario           | 27 de septiembre | 19:00 |
| Pachuca  | 2 - 1 | Monterrey   | Hidalgo                 | 27 de septiembre | 19:00 |
| Atlas    | 0 - 1 | Guadalajara | Jalisco                 | 27 de septiembre | 20:45 |
| Atlante  | 2 - 0 | UNAM        | Andrés Quintana Roo     | 27 de septiembre | 21:00 |
| Monarcas | 3 - 1 | Necaxa      | Morelos                 | 28 de septiembre | 12:00 |
| Toluca   | 2 - 1 | Santos      | Nemesio Diez            | 28 de septiembre | 12:00 |
| América  | 2 - 0 | Cruz Azul   | Estadio Azteca          | 28 de septiembre | 17:00 |

| Estudiantes | 3 - 1 | Atlas    | 3 de marzo             | 3 de octubre | 20:00                   |
| Monterrey   | 1 - 2 | Jaguares | Tecnológico            | 4 de octubre | 17:00                   |
| Cruz Azul   | 1 - 1 | Toluca   | Azul                   | 4 de octubre | 17:00                   |
| Indios      | 2 - 3 | San Luis | Olímpico Benito Juárez | 4 de octubre | 18:00 (HL) / 19:00 (HC) |
| Guadalajara | 2 - 2 | Tigres   | Jalisco                | 4 de octubre | 19:00                   |
| Necaxa      | 1 - 1 | Pachuca  | Victoria               | 4 de octubre | 21:00                   |
| UNAM        | 1 - 1 | América  | Olímpico Universitario | 5 de octubre | 12:00                   |
| Puebla      | 0 - 2 | Atlante  | Cuauhtémoc             | 5 de octubre | 12:00                   |
| Santos      | 1 - 0 | Monarcas | Corona                 | 5 de octubre | 16:00                   |

| Jaguares | 4 - 0 | Necaxa      | Víctor Manuel Reyna     | 11 de octubre | 17:00 |
| San Luis | 0 - 0 | Guadalajara | Alfonso Lastras Ramírez | 11 de octubre | 17:00 |
| Tigres   | 1 - 0 | Estudiantes | Universitario           | 11 de octubre | 19:00 |
| Atlante  | 3 - 3 | Indios      | Andrés Quintana Roo     | 11 de octubre | 21:00 |
| Atlas    | 0 - 0 | Monterrey   | Jalisco                 | 11 de octubre | 21:00 |
| Monarcas | 3 - 2 | Toluca      | Morelos                 | 12 de octubre | 12:00 |
| UNAM     | 0 - 2 | Cruz Azul   | Olímpico Universitario  | 12 de octubre | 12:00 |
| Pachuca  | 2 - 0 | Santos      | Hidalgo                 | 12 de octubre | 16:00 |
| América  | 1 - 1 | Puebla      | Azteca                  | 12 de octubre | 16:00 |

| Estudiantes | 5 - 2 | San Luis | 3 de marzo             | 17 de octubre | 20:00                   |
| Monterrey   | 1 - 4 | Tigres   | Tecnológico            | 18 de octubre | 17:00                   |
| Cruz Azul   | 0 - 2 | Monarcas | Azul                   | 18 de octubre | 17:00                   |
| Indios      | 0 - 0 | América  | Olímpico Benito Juárez | 18 de octubre | 18:00 (HL) / 19:00 (HC) |
| Guadalajara | 1 - 0 | Atlante  | Estadio Jalisco        | 18 de octubre | 19:00                   |
| Necaxa      | 0 - 1 | Atlas    | Victoria               | 18 de octubre | 21:00                   |
| Toluca      | 3 - 0 | Pachuca  | Nemesio Diez           | 19 de octubre | 12:00                   |
| Puebla      | 0 - 0 | UNAM     | Cuauhtémoc             | 19 de octubre | 12:00                   |
| Santos      | 1 - 0 | Jaguares | Corona                 | 19 de octubre | 20:00                   |

| Jaguares | 0 - 0 | Toluca      | Víctor Manuel Reyna     | 25 de octubre   | 17:00 |
| San Luis | 2 - 0 | Monterrey   | Alfonso Lastras Ramírez | 25 de octubre   | 17:00 |
| Tigres   | 1 - 1 | Necaxa      | Universitario           | 25 de octubre   | 19:00 |
| Pachuca  | 1 - 1 | Monarcas    | Azul                    | 25 de octubre   | 19:00 |
| Atlas    | 2 - 1 | Santos      | Jalisco                 | 25 de octubre   | 20:45 |
| UNAM     | 1 - 1 | Indios      | Olímpico Universitario  | 26 de octubre   | 12:00 |
| Puebla   | 2 - 2 | Cruz Azul   | Cuauhtémoc              | 26 de octubre   | 12:00 |
| América  | 1 - 2 | Guadalajara | Azteca                  | 26 de octubre   | 17:00 |
| Atlante  | 3 - 1 | Estudiantes | Andrés Quintana Roo     | 12 de noviembre | 19:00 |

| Estudiantes | 1 - 3 | América  | 3 de marzo             | 31 de octubre  | 20:00                   |
| Monterrey   | 2 - 1 | Atlante  | Tecnológico            | 1 de noviembre | 17:00                   |
| Cruz Azul   | 1 - 2 | Pachuca  | Azul                   | 1 de noviembre | 17:00                   |
| Indios      | 1 - 0 | Puebla   | Olímpico Benito Juárez | 1 de noviembre | 18:00 (HL) / 19:00 (HC) |
| Guadalajara | 1 - 1 | UNAM     | Jalisco                | 1 de noviembre | 19:00                   |
| Necaxa      | 1 - 1 | San Luis | Victoria               | 1 de noviembre | 21:00                   |
| Monarcas    | 5 - 2 | Jaguares | Morelos                | 2 de noviembre | 12:00                   |
| Toluca      | 4 - 0 | Atlas    | Nemesio Diez           | 2 de noviembre | 12:00                   |
| Santos      | 1 - 1 | Tigres   | Corona                 | 2 de noviembre | 16:00                   |

| Jaguares | 2 - 1 | Pachuca     | Víctor Manuel Reyna     | 8 de noviembre | 17:00                   |
| San Luis | 2 - 2 | Santos      | Alfonso Lastras Ramírez | 8 de noviembre | 17:00                   |
| Indios   | 1 - 0 | Cruz Azul   | Olímpico Benito Juárez  | 8 de noviembre | 18:00 (HL) / 19:00 (HC) |
| Tigres   | 0 - 1 | Toluca      | Universitario           | 8 de noviembre | 19:00                   |
| Atlas    | 2 - 1 | Monarcas    | Jalisco                 | 8 de noviembre | 20:45                   |
| Atlante  | 0 - 1 | Necaxa      | Andrés Quintana Roo     | 8 de noviembre | 21:00                   |
| UNAM     | 3 - 0 | Estudiantes | Olímpico Universitario  | 9 de noviembre | 12:00                   |
| Puebla   | 2 - 1 | Guadalajara | Cuauhtémoc              | 9 de noviembre | 12:00                   |
| América  | 1 - 0 | Monterrey   | Azteca                  | 9 de noviembre | 16:00                   |

| Estudiantes | 3 - 0 | Puebla   | 3 de marzo   | 15 de noviembre | 17:00 |
| Monterrey   | 1 - 0 | UNAM     | Tecnológico  | 15 de noviembre | 17:00 |
| Cruz Azul   | 4 - 1 | Jaguares | Azul         | 15 de noviembre | 17:00 |
| Guadalajara | 2 - 0 | Indios   | Jalisco      | 15 de noviembre | 19:00 |
| Pachuca     | 1 - 1 | Atlas    | Hidalgo      | 15 de noviembre | 19:00 |
| Monarcas    | 1 - 2 | Tigres   | Morelos      | 16 de noviembre | 12:00 |
| Toluca      | 1 - 0 | San Luis | Nemesio Diez | 16 de noviembre | 12:00 |
| Necaxa      | 2 - 0 | América  | Victoria     | 16 de noviembre | 16:00 |
| Santos      | 0 - 0 | Atlante  | Corona       | 16 de noviembre | 16:00 |

## Liguilla
|  | Cuartos de final                                                         | Cuartos de final                                                         | Cuartos de final                                                         | Cuartos de final                                                         | Cuartos de final                                                         |   |       | Semifinales                                                          | Semifinales                                                          | Semifinales                                                          | Semifinales                                                          | Semifinales                                                          |  |   | Final                                                          | Final                                                          | Final                                                          | Final                                                          | Final                                                          |  |
|  | 22 y 23 de noviembre de 2008 (ida) 29 y 30 de noviembre de 2008 (vuelta) | 22 y 23 de noviembre de 2008 (ida) 29 y 30 de noviembre de 2008 (vuelta) | 22 y 23 de noviembre de 2008 (ida) 29 y 30 de noviembre de 2008 (vuelta) | 22 y 23 de noviembre de 2008 (ida) 29 y 30 de noviembre de 2008 (vuelta) | 22 y 23 de noviembre de 2008 (ida) 29 y 30 de noviembre de 2008 (vuelta) |   |       | 3 y 4 de diciembre de 2008 (ida) 6 y 7 de diciembre de 2008 (vuelta) | 3 y 4 de diciembre de 2008 (ida) 6 y 7 de diciembre de 2008 (vuelta) | 3 y 4 de diciembre de 2008 (ida) 6 y 7 de diciembre de 2008 (vuelta) | 3 y 4 de diciembre de 2008 (ida) 6 y 7 de diciembre de 2008 (vuelta) | 3 y 4 de diciembre de 2008 (ida) 6 y 7 de diciembre de 2008 (vuelta) |  |   | 11 de diciembre de 2008 (ida) 14 de diciembre de 2008 (vuelta) | 11 de diciembre de 2008 (ida) 14 de diciembre de 2008 (vuelta) | 11 de diciembre de 2008 (ida) 14 de diciembre de 2008 (vuelta) | 11 de diciembre de 2008 (ida) 14 de diciembre de 2008 (vuelta) | 11 de diciembre de 2008 (ida) 14 de diciembre de 2008 (vuelta) |  |
|  |                                                                          |                                                                          |                                                                          |                                                                          |                                                                          |   |       |                                                                      |                                                                      |                                                                      |                                                                      |                                                                      |  |   |                                                                |                                                                |                                                                |                                                                |                                                                |  |
|  |                                                                          |                                                                          |                                                                          |                                                                          |                                                                          |   |       |                                                                      |                                                                      |                                                                      |                                                                      |                                                                      |  |   |                                                                |                                                                |                                                                |                                                                |                                                                |  |
|  | 2                                                                        | Toluca                                                                   | 0                                                                        | 2                                                                        | 2                                                                        |   |       |                                                                      |                                                                      |                                                                      |                                                                      |                                                                      |  |   |                                                                |                                                                |                                                                |                                                                |                                                                |  |
|  | 2                                                                        | Toluca                                                                   | 0                                                                        | 2                                                                        | 2                                                                        |   |       |                                                                      |                                                                      |                                                                      |                                                                      |                                                                      |  |   |                                                                |                                                                |                                                                |                                                                |                                                                |  |
|  | 7                                                                        | Tecos UAG                                                                | 0                                                                        | 0                                                                        | 0                                                                        |   |       |                                                                      |                                                                      |                                                                      |                                                                      |                                                                      |  |   |                                                                |                                                                |                                                                |                                                                |                                                                |  |
|  | 7                                                                        | Tecos UAG                                                                | 0                                                                        | 0                                                                        | 0                                                                        |   | 2     | Toluca                                                               | 0                                                                    | 2                                                                    | 2                                                                    |                                                                      |  |   |                                                                |                                                                |                                                                |                                                                |                                                                |  |
|  |                                                                          |                                                                          |                                                                          |                                                                          |                                                                          |   | 2     | Toluca                                                               | 0                                                                    | 2                                                                    | 2                                                                    |                                                                      |  |   |                                                                |                                                                |                                                                |                                                                |                                                                |  |
|  |                                                                          |                                                                          | 10                                                                       | Santos                                                                   | 0                                                                        | 1 | 1     |                                                                      |                                                                      |                                                                      |                                                                      |                                                                      |  |   |                                                                |                                                                |                                                                |                                                                |                                                                |  |
|  | 1                                                                        | San Luis                                                                 | 10                                                                       | Santos                                                                   | 0                                                                        | 1 | 1     | 1                                                                    | 1                                                                    | 2                                                                    |                                                                      |                                                                      |  |   |                                                                |                                                                |                                                                |                                                                |                                                                |  |
|  | 1                                                                        | San Luis                                                                 |                                                                          |                                                                          |                                                                          |   |       |                                                                      |                                                                      | 2                                                                    |                                                                      |                                                                      |  |   |                                                                |                                                                |                                                                |                                                                |                                                                |  |
|  | 10                                                                       | Santos                                                                   | 3                                                                        | 2                                                                        | 5                                                                        |   |       |                                                                      |                                                                      |                                                                      |                                                                      |                                                                      |  |   |                                                                |                                                                |                                                                |                                                                |                                                                |  |
|  | 10                                                                       | Santos                                                                   | 3                                                                        | 2                                                                        | 5                                                                        |   |       |                                                                      |                                                                      |                                                                      |                                                                      |                                                                      |  | 2 | Toluca (p.)                                                    | 2                                                              | 0                                                              | 2 (7)                                                          |                                                                |  |
|  |                                                                          |                                                                          |                                                                          |                                                                          |                                                                          |   |       |                                                                      |                                                                      |                                                                      |                                                                      |                                                                      |  | 2 | Toluca (p.)                                                    | 2                                                              | 0                                                              | 2 (7)                                                          |                                                                |  |
|  |                                                                          |                                                                          | 5                                                                        | Cruz Azul                                                                | 0                                                                        | 2 | 2 (6) |                                                                      |                                                                      |                                                                      |                                                                      |                                                                      |  |   |                                                                |                                                                |                                                                |                                                                |                                                                |  |
|  | 3                                                                        | Atlante (*)                                                              | 5                                                                        | Cruz Azul                                                                | 0                                                                        | 2 | 2 (6) | 1                                                                    | 1                                                                    | 2                                                                    |                                                                      |                                                                      |  |   |                                                                |                                                                |                                                                |                                                                |                                                                |  |
|  | 3                                                                        | Atlante (*)                                                              |                                                                          |                                                                          |                                                                          |   |       |                                                                      |                                                                      | 2                                                                    |                                                                      |                                                                      |  |   |                                                                |                                                                |                                                                |                                                                |                                                                |  |
|  | 6                                                                        | Tigres                                                                   | 1                                                                        | 1                                                                        | 2                                                                        |   |       |                                                                      |                                                                      |                                                                      |                                                                      |                                                                      |  |   |                                                                |                                                                |                                                                |                                                                |                                                                |  |
|  | 6                                                                        | Tigres                                                                   | 1                                                                        | 1                                                                        | 2                                                                        |   | 3     | Atlante                                                              | 1                                                                    | 1                                                                    | 2                                                                    |                                                                      |  |   |                                                                |                                                                |                                                                |                                                                |                                                                |  |
|  |                                                                          |                                                                          |                                                                          |                                                                          |                                                                          |   | 3     | Atlante                                                              | 1                                                                    | 1                                                                    | 2                                                                    |                                                                      |  |   |                                                                |                                                                |                                                                |                                                                |                                                                |  |
|  |                                                                          |                                                                          | 5                                                                        | Cruz Azul                                                                | 3                                                                        | 1 | 4     |                                                                      |                                                                      |                                                                      |                                                                      |                                                                      |  |   |                                                                |                                                                |                                                                |                                                                |                                                                |  |
|  | 4                                                                        | UNAM                                                                     | 5                                                                        | Cruz Azul                                                                | 3                                                                        | 1 | 4     | 0                                                                    | 1                                                                    | 1                                                                    |                                                                      |                                                                      |  |   |                                                                |                                                                |                                                                |                                                                |                                                                |  |
|  | 4                                                                        | UNAM                                                                     |                                                                          |                                                                          |                                                                          |   |       |                                                                      |                                                                      | 1                                                                    |                                                                      |                                                                      |  |   |                                                                |                                                                |                                                                |                                                                |                                                                |  |
|  | 5                                                                        | Cruz Azul                                                                | 0                                                                        | 3                                                                        | 3                                                                        |   |       |                                                                      |                                                                      |                                                                      |                                                                      |                                                                      |  |   |                                                                |                                                                |                                                                |                                                                |                                                                |  |
|  | 5                                                                        | Cruz Azul                                                                | 0                                                                        | 3                                                                        | 3                                                                        |   |       |                                                                      |                                                                      |                                                                      |                                                                      |                                                                      |  |   |                                                                |                                                                |                                                                |                                                                |                                                                |  |
|  |                                                                          |                                                                          |                                                                          |                                                                          |                                                                          |   |       |                                                                      |                                                                      |                                                                      |                                                                      |                                                                      |  |   |                                                                |                                                                |                                                                |                                                                |                                                                |  |

- (*) Avanza por su posición en la tabla

Toluca se corona como campeón de Liga al superar en ronda de penaltis al Cruz Azul por 7-6.
|                           |
| Toluca Campeón 9° título. |

### Cuartos de final
| 23 de noviembre de 2008, 19:00 horas | Santos                                                          | 3:1 (2-1) | San Luis               | Estadio Corona, Torreón                                                  |                                                                          |
|                                      | Óscar Mascorro 10' (ag) · Daniel Ludueña 34' · Matías Vuoso 78' |           | Víctor Píriz Alves 45' | Asistencia: 18,000 espectadores Árbitro(s): Manuel Ernesto Glower Guerra | Asistencia: 18,000 espectadores Árbitro(s): Manuel Ernesto Glower Guerra |

| 29 de noviembre de 2008, 19:00 horas | San Luis         | 1:2 (1-0) | Santos                                           | Estadio Alfonso Lastras Ramírez, San Luis Potosí                           |                                                                            |
|                                      | Jairo Patiño 16' |           | Cuauhtémoc Blanco 82' (pen) · Daniel Ludueña 86' | Asistencia: 24,000 espectadores Árbitro(s): Marco Antonio Rodríguez Moreno | Asistencia: 24,000 espectadores Árbitro(s): Marco Antonio Rodríguez Moreno |
| Santos avanza a la Semifinal (2-5)   |                  |           |                                                  |                                                                            |                                                                            |

| 22 de noviembre de 2008, 19:00 horas | Tigres                   | 1:1 (1-0) | Atlante              | Estadio Universitario, Monterrey, NL                                   |                                                                        |
|                                      | Hugo Sánchez Guerrero 7' |           | Luis Gabriel Rey 74' | Asistencia: 42,800 espectadores Árbitro(s): Francisco Chacón Gutiérrez | Asistencia: 42,800 espectadores Árbitro(s): Francisco Chacón Gutiérrez |

| 29 de noviembre de 2008, 21:00 horas                                       | Atlante                     | 1:1 (0-0) | Tigres                        | Estadio Andrés Quintana Roo, Cancún, QR                                  |                                                                          |
|                                                                            | Gabriel Ernesto Pereyra 45' |           | Javier Muñoz Mustafá 73' (ag) | Asistencia: 20,000 espectadores Árbitro(s): Paul Enrique Delgadillo Haro | Asistencia: 20,000 espectadores Árbitro(s): Paul Enrique Delgadillo Haro |
| Atlante avanza a la Semifinal por mejor posición en la Tabla General (2-2) |                             |           |                               |                                                                          |                                                                          |

| 23 de noviembre de 2008, 15:00 horas | Tecos | 0:0 (0-0) | Toluca | Estadio Tres de Marzo, Zapopan, Jal.                                  |  |
|                                      |       |           |        | Asistencia: 7,200 espectadores Árbitro(s): José Alfredo Peñaloza Soto |  |

| 30 de noviembre de 2008, 12:00 horas | Toluca                              | 2:0 (0-0) | Tecos | Estadio Nemesio Díez, Toluca, Mex                                 |                                                                   |
|                                      | Héctor Mancilla 59' · Raúl Nava 84' |           |       | Asistencia: 26,000 espectadores Árbitro(s): Roberto García Orozco | Asistencia: 26,000 espectadores Árbitro(s): Roberto García Orozco |
| Toluca avanza a la Semifinal (2-0)   |                                     |           |       |                                                                   |                                                                   |

| 22 de noviembre de 2008, 17:00 horas | Cruz Azul | 0:0 (0-0) | UNAM | Estadio Azul, México, D.F.                                            |  |
|                                      |           |           |      | Asistencia: 28,000 espectadores Árbitro(s): José Gabriel Gómez Romero |  |

| 30 de noviembre de 2008, 17:00 horas  | UNAM                  | 1:3 (1-1) | Cruz Azul                                                  | Estadio Olímpico Universitario, México, D.F.                         |                                                                      |
|                                       | Francisco Palencia 4' |           | Gerardo Torrado 6' · Miguel Sabah 59' · César Villaluz 67' | Asistencia: 59,000 espectadores Árbitro(s): Armando Archundia Téllez | Asistencia: 59,000 espectadores Árbitro(s): Armando Archundia Téllez |
| Cruz Azul avanza a la Semifinal (1-3) |                       |           |                                                            |                                                                      |                                                                      |

### Semifinal
| 3 de diciembre de 2008, 21:00 horas | Cruz Azul                                                   | 3:1 (2-1) | Atlante              | Estadio Azul, México, D.F.                                             |                                                                        |
|                                     | Miguel Sabah 9' (pen) · Gerardo Lugo 22' · Jaime Lozano 81' |           | Luis Gabriel Rey 32' | Asistencia: 35,500 espectadores Árbitro(s): Francisco Chacón Gutiérrez | Asistencia: 35,500 espectadores Árbitro(s): Francisco Chacón Gutiérrez |

| 6 de diciembre de 2008, 19:00 horas | Atlante                | 1:1 (1-1) | Cruz Azul         | Estadio Andrés Quintana Roo, Cancún, QR                           |                                                                   |
|                                     | Giancarlo Maldonado 7' |           | César Villaluz 4' | Asistencia: 20,000 espectadores Árbitro(s): Roberto García Orozco | Asistencia: 20,000 espectadores Árbitro(s): Roberto García Orozco |
| Cruz Azul avanza a la final (2-4)   |                        |           |                   |                                                                   |                                                                   |

| 4 de diciembre de 2008, 19:00 horas | Santos | 0:0 (0-0) | Toluca | Estadio Corona, Torreón                                                |  |
|                                     |        |           |        | Asistencia: 17,800 espectadores Árbitro(s): Francisco Chacón Gutiérrez |  |

| 7 de diciembre de 2008, 12:00 horas | Toluca                                 | 2:1 (2-1) | Santos             | Estadio Nemesio Díez, Toluca, Mex                                        |                                                                          |
|                                     | Edgar Dueñas 28' · Héctor Mancilla 41' |           | Edgar Castillo 26' | Asistencia: 28,000 espectadores Árbitro(s): Paul Enrique Delgadillo Haro | Asistencia: 28,000 espectadores Árbitro(s): Paul Enrique Delgadillo Haro |
| Toluca avanza a la final (2-1)      |                                        |           |                    |                                                                          |                                                                          |

### Final
| 11 de diciembre de 2008, 20:00 horas | Cruz Azul | 0:2 (0-2) | Toluca                   | Estadio Azul, México, D.F.                                               |                                                                          |
|                                      |           |           | 14' Da Silva · 21' Ponce | Asistencia: 35,000 espectadores Árbitro(s): Paul Enrique Delgadillo Haro | Asistencia: 35,000 espectadores Árbitro(s): Paul Enrique Delgadillo Haro |

| 14 de diciembre de 2008, 12:00 horas                                   | Toluca | 0:2 (0-0) | Cruz Azul                | Estadio Nemesio Díez, Toluca, Mex                                 |                                                                   |
|                                                                        |        |           | 49' Vela · 78' Domínguez | Asistencia: 28,000 espectadores Árbitro(s): Roberto García Orozco | Asistencia: 28,000 espectadores Árbitro(s): Roberto García Orozco |
| Toluca gana el campeonato al imponerse en la ronda de penaltis por 7-6 |        |           |                          |                                                                   |                                                                   |

| 0 | Juego de Ida | 2 |
|   |              |   |

| CRUZ AZUL: |               |     |     |
| 6 | Torrado       |     |     |
| 7 | Riveros       | 13' |     |
| 8 | Bonet         |     |     |
| 9 | Zeballos      |     | 71' |
| 11 | Sabah         | 85' |     |
| 13 | Castro        |     | 71' |
| 14 | Beltrán       |     |     |
| 18 | Villaluz      |     |     |
| 21 | Lozano        |     |     |
| 23 | Lugo          |     | 46' |
| 25 | Gutiérrez (P) |     |     |
| Suplentes: |               |     |     |
| 1 | Blanco (P)    |     |     |
| 5 | Velasco       |     |     |
| 15 | Vigneri       |     | 46' |
| 16 | Chávez        |     |     |
| 19 | Vela          |     | 71' |
| 29 | Galván        |     |     |
| 32 | Viades        |     | 71' |
| Director Técnico: |               |     |     |
| Benjamín Galindo Árbitro: Paul Enrique Delgadillo Asistentes: Alberto Morín Carlos Ayala Cuarto árbitro: José Alfredo Peñalosa |               |     |     |

| TOLUCA:                 |               |     |     |
| 1                       | Cristante (P) |     |     |
| 3                       | Da Silva      |     |     |
| 5                       | Romagnoli     |     |     |
| 6                       | De la Torre   |     |     |
| 9                       | Mancilla      | 60' | 81' |
| 10                      | Zinha         |     |     |
| 11                      | Esquivel      |     |     |
| 14                      | Dueñas        |     |     |
| 16                      | Ponce         |     |     |
| 55                      | López         |     |     |
| 75                      | Calderón      |     | 67' |
| Suplentes:              |               |     |     |
| 4                       | Alamazán      |     |     |
| 12                      | Lozano (P)    |     |     |
| 18                      | Morales       |     |     |
| 21                      | De la Torre   |     | 67' |
| 24                      | Cruzalta      |     |     |
| 29                      | Méndez        |     |     |
| 59                      | Nava          |     | 81' |
| Director Técnico:       |               |     |     |
| José Manuel de la Torre |               |     |     |

| CRUZ AZUL: |               |     |     |
| 6 | Torrado       |     |     |
| 7 | Riveros       | 13' |     |
| 8 | Bonet         |     |     |
| 9 | Zeballos      |     | 71' |
| 11 | Sabah         | 85' |     |
| 13 | Castro        |     | 71' |
| 14 | Beltrán       |     |     |
| 18 | Villaluz      |     |     |
| 21 | Lozano        |     |     |
| 23 | Lugo          |     | 46' |
| 25 | Gutiérrez (P) |     |     |
| Suplentes: |               |     |     |
| 1 | Blanco (P)    |     |     |
| 5 | Velasco       |     |     |
| 15 | Vigneri       |     | 46' |
| 16 | Chávez        |     |     |
| 19 | Vela          |     | 71' |
| 29 | Galván        |     |     |
| 32 | Viades        |     | 71' |
| Director Técnico: |               |     |     |
| Benjamín Galindo Árbitro: Paul Enrique Delgadillo Asistentes: Alberto Morín Carlos Ayala Cuarto árbitro: José Alfredo Peñalosa |               |     |     |

| TOLUCA:                 |               |     |     |
| 1                       | Cristante (P) |     |     |
| 3                       | Da Silva      |     |     |
| 5                       | Romagnoli     |     |     |
| 6                       | De la Torre   |     |     |
| 9                       | Mancilla      | 60' | 81' |
| 10                      | Zinha         |     |     |
| 11                      | Esquivel      |     |     |
| 14                      | Dueñas        |     |     |
| 16                      | Ponce         |     |     |
| 55                      | López         |     |     |
| 75                      | Calderón      |     | 67' |
| Suplentes:              |               |     |     |
| 4                       | Alamazán      |     |     |
| 12                      | Lozano (P)    |     |     |
| 18                      | Morales       |     |     |
| 21                      | De la Torre   |     | 67' |
| 24                      | Cruzalta      |     |     |
| 29                      | Méndez        |     |     |
| 59                      | Nava          |     | 81' |
| Director Técnico:       |               |     |     |
| José Manuel de la Torre |               |     |     |

| 0 (7) | Juego de Vuelta | 2 (6) |
|       |                 |       |

| TOLUCA:                 |              |      |      |
| 1                       | Cristante(P) |      |      |
| 3                       | Da Silva     | 89'  |      |
| 5                       | Romagnoli    | 47'  |      |
| 6                       | De la Torre  |      | 71'  |
| 9                       | Mancilla     |      |      |
| 10                      | Zinha        |      |      |
| 11                      | Esquivel     |      |      |
| 14                      | Dueñas       |      |      |
| 16                      | Ponce        | 103' | 103' |
| 55                      | López        |      |      |
| 75                      | Calderón     |      | 55'  |
| Suplentes:              |              |      |      |
| 4                       | Alamazán     |      | 71'  |
| 12                      | Lozano (P)   |      |      |
| 18                      | Morales      |      |      |
| 21                      | De la Torre  |      | 103' |
| 24                      | Cruzalta     |      | 55'  |
| 29                      | Méndez       |      |      |
| 59                      | Nava         |      |      |
| Director Técnico:       |              |      |      |
| José Manuel de la Torre |              |      |      |

| CRUZ AZUL:        |               |      |     |
| 4                 | Domínguez     |      |     |
| 6                 | Torrado       | 18'  |     |
| 7                 | Riveros       |      |     |
| 8                 | Bonet         |      | 65' |
| 11                | Sabah         | 100' |     |
| 14                | Beltrán       | 63'  |     |
| 15                | Vigneri       |      | 45' |
| 16                | Chávez        | 32'  | 56' |
| 18                | Villaluz      |      |     |
| 19                | Vela          |      |     |
| 25                | Gutiérrez (P) |      |     |
| Suplentes:        |               |      |     |
| 1                 | Blanco (P)    |      |     |
| 3                 | Huiqui        |      |     |
| 5                 | Velasco       |      |     |
| 9                 | Zeballos      |      | 45' |
| 21                | Lozano        | 59'  | 56' |
| 23                | Lugo          | 72'  | 65' |
| 32                | Viades        | 115' |     |
| Director Técnico: |               |      |     |
| Benjamín Galindo  |               |      |     |

| Israel López      |  | 1:0 |  |                 |
|                   |  | 1:1 |  | Jaime Lozano    |
| Zinha             |  | 2:1 |  |                 |
|                   |  | 2:2 |  | Miguel Sabah    |
| Diego de la Torre |  | 3:2 |  |                 |
|                   |  | 3:3 |  | Gerardo Torrado |
| Carlos Esquivel   |  | 4:3 |  |                 |
|                   |  | 4:4 |  | Joaquín Beltrán |
| Héctor Mancilla   |  | 5:4 |  |                 |
|                   |  | 5:5 |  | Pablo Zeballos  |
| Édgar Dueñas      |  | 6:5 |  |                 |
|                   |  | 6:6 |  | Gerardo Lugo    |
| Miguel Almazán    |  | 7:6 |  |                 |
|                   |  | 7:6 |  | Alejandro Vela  |

| TOLUCA:                 |              |      |      |
| 1                       | Cristante(P) |      |      |
| 3                       | Da Silva     | 89'  |      |
| 5                       | Romagnoli    | 47'  |      |
| 6                       | De la Torre  |      | 71'  |
| 9                       | Mancilla     |      |      |
| 10                      | Zinha        |      |      |
| 11                      | Esquivel     |      |      |
| 14                      | Dueñas       |      |      |
| 16                      | Ponce        | 103' | 103' |
| 55                      | López        |      |      |
| 75                      | Calderón     |      | 55'  |
| Suplentes:              |              |      |      |
| 4                       | Alamazán     |      | 71'  |
| 12                      | Lozano (P)   |      |      |
| 18                      | Morales      |      |      |
| 21                      | De la Torre  |      | 103' |
| 24                      | Cruzalta     |      | 55'  |
| 29                      | Méndez       |      |      |
| 59                      | Nava         |      |      |
| Director Técnico:       |              |      |      |
| José Manuel de la Torre |              |      |      |

| CRUZ AZUL:        |               |      |     |
| 4                 | Domínguez     |      |     |
| 6                 | Torrado       | 18'  |     |
| 7                 | Riveros       |      |     |
| 8                 | Bonet         |      | 65' |
| 11                | Sabah         | 100' |     |
| 14                | Beltrán       | 63'  |     |
| 15                | Vigneri       |      | 45' |
| 16                | Chávez        | 32'  | 56' |
| 18                | Villaluz      |      |     |
| 19                | Vela          |      |     |
| 25                | Gutiérrez (P) |      |     |
| Suplentes:        |               |      |     |
| 1                 | Blanco (P)    |      |     |
| 3                 | Huiqui        |      |     |
| 5                 | Velasco       |      |     |
| 9                 | Zeballos      |      | 45' |
| 21                | Lozano        | 59'  | 56' |
| 23                | Lugo          | 72'  | 65' |
| 32                | Viades        | 115' |     |
| Director Técnico: |               |      |     |
| Benjamín Galindo  |               |      |     |

| Israel López      |  | 1:0 |  |                 |
|                   |  | 1:1 |  | Jaime Lozano    |
| Zinha             |  | 2:1 |  |                 |
|                   |  | 2:2 |  | Miguel Sabah    |
| Diego de la Torre |  | 3:2 |  |                 |
|                   |  | 3:3 |  | Gerardo Torrado |
| Carlos Esquivel   |  | 4:3 |  |                 |
|                   |  | 4:4 |  | Joaquín Beltrán |
| Héctor Mancilla   |  | 5:4 |  |                 |
|                   |  | 5:5 |  | Pablo Zeballos  |
| Édgar Dueñas      |  | 6:5 |  |                 |
|                   |  | 6:6 |  | Gerardo Lugo    |
| Miguel Almazán    |  | 7:6 |  |                 |
|                   |  | 7:6 |  | Alejandro Vela  |

## Tabla de goleo individual
| Jugador | Jugador           | Club      | Juegos | Goles |
| ------- | ----------------- | --------- | ------ | ----- |
| 1       | Héctor Mancilla   | Toluca    | 16     | 11    |
| 2       | Andrés Mendoza    | Morelia   | 11     | 10    |
| 3       | Pablo Zeballos    | Cruz Azul | 17     | 9     |
| 4       | Hugo Rodallega    | Necaxa    | 17     | 9     |
| 9       | Adolfo Bautista   | Jaguares  | 17     | 9     |
| 5       | Christian Giménez | Pachuca   | 17     | 8     |
| 6       | Lucas Lobos       | UANL      | 16     | 8     |
| 7       | Christian Benítez | Santos    | 9      | 7     |
| 8       | Víctor Píriz      | San Luis  | 17     | 7     |
| 10      | Ariel Bogado      | Atlas     | 16     | 7     |

## Cambios de dirección técnica
|  | Ciudad Juárez | Sergio Orduña   | Despedido | 18 de agosto de 2008     | Héctor Hugo Eugui | 19 de agosto de 2008     | 18º |  |  |
|  |               |                 |           |                          |                   |                          |     |  |  |
|  | U.A.G         | José Luis Trejo | Despedido | 18 de agosto de 2008     | Miguel Herrera    | 19 de agosto de 2008     | 11º |  |  |
|  |               |                 |           |                          |                   |                          |     |  |  |
|  | Atlas         | Miguel Brindisi | Renunció  | 4 de septiembre de 2008  | Darío Franco      | 5 de septiembre de 2008  | 17º |  |  |
|  | Puebla        | José Sánchez    | Despedido | 17 de septiembre de 2008 | Mario Carrillo    | 17 de septiembre de 2008 | 16º |  |  |
|  | Chiapas       | Sergio Almaguer | Despedido | 1 de octubre de 2008     | Francisco Avilán  | 1 de octubre de 2008     | 18º |  |  |
|  |               |                 |           |                          |                   |                          |     |  |  |

## Estadios
|  | América            | Azteca                 | 105.000 | México                   | D.F.            |  |  |  |  |
|  | U.N.A.M.           | Olímpico Universitario | 68.954  | México                   | D.F.            |  |  |  |  |
|  | Atlas, Guadalajara | Jalisco                | 56.713  | Guadalajara              | Jalisco         |  |  |  |  |
|  | Puebla             | Cuauhtémoc             | 42.649  | Puebla                   | Puebla          |  |  |  |  |
|  | Morelia            | Morelos                | 41.500  | Morelia                  | Michoacán       |  |  |  |  |
|  | U.A.N.L.           | Universitario          | 41.150  | San Nicolás de los Garza | Nuevo León      |  |  |  |  |
|  | Monterrey          | Tecnológico            | 38.000  | Monterrey                | Nuevo León      |  |  |  |  |
|  | Cruz Azul          | Azul                   | 35.000  | México                   | D.F.            |  |  |  |  |
|  | U.A.G.             | 3 de marzo             | 30.015  | Zapopan                  | Jalisco         |  |  |  |  |
|  | Pachuca            | Hidalgo                | 30.000  | Pachuca                  | Hidalgo         |  |  |  |  |
|  | Toluca             | Nemesio Díez           | 27.000  | Toluca                   | México          |  |  |  |  |
|  | Necaxa             | Victoria               | 25.000  | Aguascalientes           | Aguascalientes  |  |  |  |  |
|  | San Luis           | Alfonso Lastras        | 24.000  | San Luis Potosí          | San Luis Potosí |  |  |  |  |
|  | Chiapas            | Víctor Manuel Reyna    | 23.208  | Tuxtla Gutiérrez         | Chiapas         |  |  |  |  |
|  | Ciudad Juárez      | Olímpico Benito Juárez | 22.300  | Ciudad Juárez            | Chihuahua       |  |  |  |  |
|  | Atlante            | Andrés Quintana Roo    | 20.000  | Cancún                   | Quintana Roo    |  |  |  |  |
|  | Santos Laguna      | Corona                 | 18.050  | Torreón                  | Coahuila        |  |  |  |  |
|  |                    |                        |         |                          |                 |  |  |  |  |

## Extranjeros
| - Hernán Cristante - Martín Romagnoli - Daniel Andrés Ríos - Fernando Ortiz - Walter Jiménez - Daniel Ludueña - Damián Álvarez - Bruno Marioni - Christian Giménez - Mauro Cejas - José Basanta - Javier Malagueño - Ezequiel Maggiolo - Juan Gómez - Marcelo Carrusca - Martín Bravo - Mauricio Romero - Sebastián Domínguez - Alfredo Moreno - Federico Insúa - Damián Zamogilny - Javier Muñoz - Federico Vilar | - Gabriel Pereyra - Eduardo Coudet - Pablo Quatrocchi - Walter Gaitán - Pablo Gabas - Diego Colotto - Darío Bottinelli - Lucas Ayala - Lucas Lobos - Guillermo Marino - Horacio Peralta - Álvaro González - Álvaro Fernández - Gonzalo Choy - Mario Álvarez - Juan Curbelo - Nelson Maz - Nicolás Vigneri - Marcelo Sosa - Víctor Piríz Alves - Marcelo Guerrero - Gustavo Biscayzacú - Jorge Bava - Gonzalo Vargas - Paulo da Silva | - Cristian Riveros - Carlos Bonet - Pablo Zeballos - Darío Verón - Dante López - Enrique Vera - Salvador Cabañas - Fredy Bareiro - Julio Manzur - Ariel Bogado - Pedro Benítez - Julio Aguilar - Christian - Fabiano - Leandro - Wilson Tiago - Robert - André Luiz - Danilinho - Itamar - Everaldo - José Torres - Marco Vidal - Sonny Guadarrama - Samuel Ochoa | - Michael Orozco - Daniel Hernández - Edgar Castillo - Luis Rey - Miguel Calero - Andrés Chitiva - Aldo Leão Ramírez - Jairo Patiño - Tressor Moreno - Hugo Rodallega - Héctor Mancilla - Humberto Suazo - Roberto Gutiérrez - Hugo Droguett - Rodrigo Ruiz - Ismael Fuentes - Felipe Baloy - Blas Pérez - Walter Vílchez - Andrés Mendoza - Antonio Pedroza - Óscar Emilio Rojas - Cristian Benítez - Giancarlo Maldonado - Emanuel Mora Cervantes |  |